# Desmeplagioecia violacea
Desmeplagioecia violacea is een mosdiertjessoort uit de familie van de Plagioeciidae. De wetenschappelijke naam van de soort is voor het eerst geldig gepubliceerd in 1976 door Harmelin.